# Иџипт Лејк-Лито (Флорида)
Иџипт Лејк-Лито (енгл. Egypt Lake-Leto) насељено је место без административног статуса у америчкој савезној држави Флорида.

## Демографија
По попису из 2010. године број становника је 35.282, што је 2.5 (7,6%) становника више него 2000. године.
| Група             | 2000.          | 2010.          |
| Белци             | 13.754 (42,0%) | 9.417 (26,7%)  |
| Афроамериканци    | 2.618 (8,0%)   | 3.809 (10,8%)  |
| Азијати           | 1.110 (3,4%)   | 1.296 (3,7%)   |
| Хиспаноамериканци | 15.015 (45,8%) | 21.157 (60,0%) |
| Укупно            | 32.782         | 35.282         |